# 黒潮町光ネットワーク
黒潮町光ネットワーク（くろしおちょうひかりネットワーク）は、高知県幡多郡黒潮町が運営するケーブルテレビ施設である。

## 概要
生活環境の向上及び農業をはじめとする各種産業の近代化を図るため各種の情報提供を行い、広報活動及び住民相互の連携を密にし、地域の活性化を図るとともに、災害等の緊急時における迅速かつ的確な情報伝達を図り、高度情報化に適した社会を構築することを目的
に黒潮町全域をサービスエリアとして、FTTH方式により施設整備された。

## サービスエリア
- 高知県幡多郡黒潮町全域

## 主な放送チャンネル

### 地上波系列別再送信局
| NHK-G   | NHK-E   | NNN/NNS  | ANN            | JNN        | TXN | FNN/FNS            | JAITS |
| ------- | ------- | -------- | -------------- | ---------- | --- | ------------------ | ----- |
| NHK高知 | NHK高知 | 高知放送 | 愛媛朝日テレビ | テレビ高知 |     | 高知さんさんテレビ |       |

### テレビ局
| デジタル | 放送局             |
| -------- | ------------------ |
| 011      | NHK高知総合        |
| 021      | NHK高知教育        |
| 041      | 高知放送           |
| 051      | 愛媛朝日テレビ     |
| 061      | テレビ高知         |
| 081      | 高知さんさんテレビ |
| 111      | IWKテレビ          |

- BS系再送信 31ch
- CS系再送信 69ch

### ラジオ局
- NHK-FM、FM高知